# Harima (Hyōgo)
Harima (播磨町?) è una cittadina giapponese della prefettura di Hyōgo.